# لامار هيرون
لامار هيرون (بالإنجليزية: Lamar Herron)‏ هو لاعب كرة قدم كندية أمريكي، ولد في 27 أكتوبر 1984 في ألاميدا في الولايات المتحدة.

## وصلات خارجية
- لامار هيرون على موقع JustSportsStats.com (الإنجليزية)